# Stanislav Birner
Pour les articles homonymes, voir Birner.
Stanislav Birner, né le 11 octobre 1956 à Karlovy Vary, est un joueur de tennis tchèque.

## Palmarès

### Titres en double messieurs
| No | Date       | Nom et lieu du tournoi         | Catégorie | Dotation | Surface      | Partenaire        | Finalistes                   | Score         |          |
| -- | ---------- | ------------------------------ | --------- | -------- | ------------ | ----------------- | ---------------------------- | ------------- | -------- |
| 1  | 19-09-1983 | Martini Open Genève            |           | 75 000 $ | Terre (ext.) | Blaine Willenborg | Joakim Nyström Mats Wilander | 6-1, 2-6, 6-3 | Parcours |
| 2  | 02-04-1984 | Tournoi de tennis de Bari Bari |           | 75 000 $ | Terre (ext.) | Libor Pimek       | Marcel Freeman Tim Wilkison  | 2-6, 7-6, 6-4 |          |

### Finales en double messieurs
| No | Date       | Nom et lieu du tournoi                        | Catégorie       | Dotation  | Surface         | Vainqueurs                 | Partenaire        | Score         |  |
| -- | ---------- | --------------------------------------------- | --------------- | --------- | --------------- | -------------------------- | ----------------- | ------------- |  |
| 1  | 18-06-1979 | Tournoi de tennis de Berlin Berlin            |                 | 50 000 $  | Terre (ext.)    | Carlos Kirmayr Ivan Lendl  | Jorge Andrew      | 6-2, 6-1      |  |
| 2  | 24-03-1980 | International Open Championships of Nice Nice | GP World Series | 50 000 $  | Terre (ext.)    | Chris Delaney Kim Warwick  | Jiří Hřebec       | 6-4, 6-0      |  |
| 3  | 14-11-1983 | Tournoi de tennis de Ferrare Ferrare          |                 | 75 000 $  | Moquette (int.) | Bernard Mitton Butch Walts | Stefan Simonsson  | 7-6, 0-6, 6-3 |  |
| 4  | 10-08-1987 | Čedok Open Prague                             | Grand Prix      | 150 000 $ | Terre (ext.)    | Miloslav Mečíř Tomáš Šmíd  | Jaroslav Navrátil | 6-3, 6-7, 6-3 |  |
| 5  | 05-10-1987 | Swiss Indoors Bâle                            |                 | 200 000 $ | Dur (int.)      | Anders Järryd Tomáš Šmíd   | Jaroslav Navrátil | 6-4, 6-3      |  |

### Finale en double mixte
| No | Date       | Nom et lieu du tournoi | Catégorie | Dotation  | Surface      | Vainqueurs              | Partenaire      | Score         |          |
| -- | ---------- | ---------------------- | --------- | --------- | ------------ | ----------------------- | --------------- | ------------- | -------- |
| 1  | 26-05-1980 | Roland-Garros Paris    | G. Chelem | 250 000 $ | Terre (ext.) | Anne Smith Billy Martin | Renáta Tomanová | 2-6, 6-4, 8-6 | Parcours |